# La pacifista
La pacifista (noto anche con il titolo Smetti di piovere) è un film del 1970 diretto da Miklós Jancsó.
József Madaras (l'attore preferito dal regista) interpreta l'uomo con gli occhiali neri, ma non è citato nei titoli.

## Trama
Barbara lavora in una città sconvolta dalle lotte politiche: conosce un ragazzo innamorato di lei, nel mirino di un gruppo terroristico, di cui faceva parte, per non aver voluto compiere un omicidio. Dopo la morte del giovane per mano dei terroristi la donna uccide il leader del gruppo per vendetta.

## Critica
«Clamoroso infortunio di Jancso... Probabilmente il peggior film di Jancso.» ° 